# Руйга (урочище)
Руйга — упразднённая деревня (урочище) на территории современного Сумпосадского сельского поселения Беломорского района Республики Карелия Российской Федерации. Постоянно проживающих жителей урочище не имеет.

## География
Располагается в северо-восточной части Карелии на побережье Онежской губы Белого моря в устье реки Руйга.

## Население
По переписи 1920 года относилась к Нюхотской волости Онежского уезда (до 1920 и после 1923 — Кемского уезда) Архангельской губернии и состояла из двух дворов, в которых проживало 5 человек. По другим данным хутор Руйга включал 6 домов и появился в 1927 году, пять семей приехало из Нюхчи и одна из Оштомозеро (см. озеро Оштомозеро).
По переписи населения 1933 года проживало 9 мужчин и 15 женщин. Из этих 24 человек 22 относили себя к русским, двое — к прочим. 
Последняя семья уехала из Руйгу в 1963 году.

## Транспорт
Имеется просёлочная дорога к трассе 86К-36.